# Lentula tuberculata
Lentula tuberculata är en insektsart som beskrevs av Miller, N.C.E. 1932. Lentula tuberculata ingår i släktet Lentula och familjen Lentulidae. Inga underarter finns listade i Catalogue of Life.